# Lingguang-Pagode
Die Lingguang-Pagode (chinesisch 灵光塔, Pinyin Língguāng tǎ) ist eine buddhistische Miyan-Stil-Ziegelpagode im Autonomen Kreis Changbai der Koreaner in der chinesischen Provinz Jilin.
Sie wurde im Bohai-Reich in der Zeit der chinesischen Tang-Dynastie erbaut. Es handelt sich um die früheste bekannte Pagode des Nordostens. 
Sie steht seit 1988 auf der Liste der Denkmäler der Volksrepublik China (3-141).
Koordinaten: 41° 25′ 24,5″ N, 128° 10′ 57,5″ O